# Марк Ламмерс
Марк Ламмерс (нід. Marc Lammers, 15 березня 1969) — нідерландський хокеїст на траві та тренер.

## Досягнення як тренера жіночої збірної Нідерландів
- Трофей чемпіонів 2001 – срібло
- Трофей чемпіонів 2002 – бронза
- Кубок світу 2002 – срібло
- Чемпіонат Європи 2003 – золото
- Трофей чемпіонів 2003 – бронза
- Літні Олімпійські ігри 2004 – срібло
- Трофей чемпіонів 2004 – золото
- Чемпіонат Європи 2005 – золото
- Трофей чемпіонів 2005 – золото
- Трофей чемпіонів 2006 – бронза
- Кубок світу 2006 – золото
- Трофей чемпіонів 2007 – золото
- Трофей чемпіонів 2008 – бронза
- Літні Олімпійські ігри 2008 – золото

## Досягнення як тренера чоловічої збірної Бельгії
• Чемпіонат Європи 2013 – срібло